# 4-fosfoeritronat dehidrogenaza
4-fosfoeritronat dehidrogenaza (EC 1.1.1.290, PdxB, PdxB 4PE dehidrogenaza, 4-O-fosfoeritronatna dehidrogenaza) je enzim sa sistematskim imenom 4-fosfo--eritronat:NAD+ 2-oksidoreduktaza. Ovaj enzim katalizuje sledeću hemijsku reakciju
4-fosfo--eritronat + NAD+ {\displaystyle \rightleftharpoons } (3R)-3-hidroksi-2-okso-4-fosfonooksibutanoat + NADH + H+
Ovaj enzim katalizuje drugi korak biosinteze koenzima piridoksal 5'-fosfat u bakteriji Escherichia coli. Reakcija se predominatno odvija u reverznom smeru. Drugi enzimi ovog biosintetičkog puta su: EC 1.2.1.72 (eritroza-4-fosfat dehidrogenaza), EC 2.6.1.52 (fosfoserin transaminaza), EC 1.1.1.262 (4-hidroksitreonin-4-fosfat dehidrogenaza), EC 2.6.99.2 (piridoksin 5'-fosfat sintaza) i EC 1.4.3.5 (piridoksamin-fosfat oksidaza).

## Literatura
- Nicholas C. Price; Lewis Stevens (1999). Fundamentals of Enzymology: The Cell and Molecular Biology of Catalytic Proteins (Third изд.). USA: Oxford University Press. ISBN 019850229X.
- Eric J. Toone (2006). Advances in Enzymology and Related Areas of Molecular Biology, Protein Evolution (Volume 75 изд.). Wiley-Interscience. ISBN 0471205036.
- Branden C; Tooze J. Introduction to Protein Structure. New York, NY: Garland Publishing. ISBN 0-8153-2305-0.
- Irwin H. Segel. Enzyme Kinetics: Behavior and Analysis of Rapid Equilibrium and Steady-State Enzyme Systems (Book 44 изд.). Wiley Classics Library. ISBN 0471303097.
- William P. Jencks (1987). Catalysis in Chemistry and Enzymology. Dover Publications. ISBN 0486654605.

## Spoljašnje veze
- 4-phosphoerythronate+dehydrogenase на 